# 목우자수심결(언해) (보물 제770호)
목우자수심결(언해)(牧牛子修心訣(諺解))는 고려 보조국사(普照國師) 지눌이 참선하여 마음을 닦는 데 필요한 내용을 저술한 《수심결》에 경복궁 비현합(丕顯閤)에서 토를 달고 혜각존자(慧覺尊者) 신미(信眉)가 한글로 번역하고 풀이한 책이다. 목우자는 지눌의 호이다. 1984년 5월 30일 대한민국의 보물 제770호로 지정되었다.

## 개요
고려의 승려 보조국사(普照國師) 지눌(知訥)이 지은 『수심결(修心訣)』은 조선 세조 때의 승려 혜각존자(慧覺尊者) 신미(信眉)가 언해한 책이다.
목우자(牧牛子)는 지눌의 법호(法號)이며, ‘수심결’은 지눌이 선종(禪宗)과 교종(敎宗)의 대립을 막고 인간의 참다운 모습을 밝히고자 하여 저술한 글이다. 본서에는 ‘수심결’ 외에도 「환산정응선사시몽산법어(皖山正凝禪師示蒙山法語)」등 4편의 법어(法語)가 함께 묶여 있다.
규장각 소장본은 1467년(세조 13) 간경도감(刊經都監)에서 목판으로 간행한 책이다. 당대의 명필(名筆)인 안혜(安惠) 등이 정성들여 써서 목판에 새긴 후 닥종이에 찍은 것으로, 크기는 세로 23.1cm, 가로 17cm이다. 간경도감의 성격 및 초기 훈민정음 연구에 귀중한 자료이다.

## 같이 보기
- 원각경언해

## 참고 자료
- 목우자수심결(언해) - 국가유산청 국가유산포털
- 본 문서에는 서울특별시에서 지식공유 프로젝트를 통해 퍼블릭 도메인으로 공개한 저작물을 기초로 작성된 내용이 포함되어 있습니다.